# 徐坤泉
徐坤泉（1907年3月25日—1954年7月11日）是台灣日治時代的大眾小說家、雜誌編輯。筆名阿Q之弟。澎湖望安將軍澳人。代表作是《可愛的仇人》、《暗礁》、《靈肉之道》。

## 生平
明治40年（1907年）生於澎湖廳網垵支廳網垵區（今澎湖縣望安鄉），大正7年（1918年）移居打狗旗後，接受書房教育。昭和2年（1927年）定居臺北，後遊學海外，先後在廈門、香港、上海留學。畢業後，任《台灣新民報》海外通訊記者，足跡遍及日本、南洋等地，並開始從事創作。昭和10年（1935年）調回台北總社，在該報日刊學藝欄連載發表長篇小說《可愛的仇人》、《暗礁》、《靈肉之道》等作品，成為人氣作家，擁有中下階層廣大的讀者群。昭和12年（1937年）轉任《風月報》編輯，翌年因經商之故，辭去《風月報》的工作。昭和13年（1938年）張文環將《可愛的仇人》譯成日文，並由台灣大成映畫公司出版。
戰後，1950年受聘於台灣省文獻委員會，和廖漢臣、張文環共同完成《台灣省通志稿學藝志文學篇》的編纂，但是被禁，後續由廖漢臣完成，文學篇禁刊事件的原委至今仍不詳。1954年病逝。

## 作品一覽

### 長篇小說
- 可愛的仇人（1936） ：從1935年在《臺灣新民報》上連載160回，1936年集結成冊，1938年由張文環翻譯成日文。[2]
- 暗礁（1937）
- 靈肉之道（1937）
- 新孟母（1937～1942連載，未完）
- 中國藝人阮玲玉哀史（1938～1939連載，未出版）

### 其他作品
- 島都拾零（1937）
- 台灣早期文學史話（1951）
- 台灣省通志稿學藝志文學篇第1冊（1952，合編）
- 牛（1953）
- 鐵匠的夢（1953）
- 台灣省通志稿學藝志文學篇第2冊（1958，合編）
- 未結集之隨筆、小品文、詩二十餘篇

## 延伸閱讀
- 林英英〈婆媳的衝突與糾葛─徐坤泉小說《新孟母》研究〉，2010年